# Peribatodes nigra
Peribatodes nigra là một loài bướm đêm trong họ Geometridae.